# Железнодорожный транспорт в Лесото
В Лесото имеется единственная железнодорожная станция, расположенная в столице страны Масеру. Это конечная остановка ветки Масеру, которая соединяется с железнодорожной сетью ЮАР. Линия состоит из 2,6 км железнодорожного пути с шириной колеи 1067 мм, одинаковой с железными дорогами ЮАР. Владеет и управляет дорогой ЮАР; статистика движения данной железной дороги включена в статистику этой страны. Железная дорога, построенная в 1905 году, соединяет Масеру с Марселем в АР и далее следует в Блумфонтейн и Квазулу-Натал. Используется только для грузовых перевозок.
С 2008 года ведутся переговоры о строительстве новых железных дорог, которые соединят Лесото с Дурбаном и Порт-Элизабетом.

## Железнодорожные связи со смежными странами
- ЮАР